# Łagiewniki (przystanek osobowy)
Łagiewniki – kolejowy przystanek osobowy we wsi Łagiewniki, w gminie Niemce, w powiecie lubelskim, w województwie lubelskim, położony w km 100,016 na linii kolejowej nr 30.

## Historia
Przystanek oddano do użytku 15 listopada 2023 roku kosztem prawie 3 mln PLN w ramach Rządowego programu budowy lub modernizacji przystanków kolejowych na lata 2021–2025.
Został wybudowany według standardu 150 m długości i 760 mm wysokości. Oświetlony jest latarniami LED, w pełni dostosowano go do potrzeb osób niepełnosprawnych, wyposażono w dwie przeszkolone wiaty, ławki, śmietniki oraz gabloty z rozkładem jazdy. Przy wejściu na peron znajduje się 5 stojaków rowerowych.
Przystanek nie posiada parkingu samochodowego.

## Ruch pasażerski
Dobowa wymiana pasażerska oraz miejsce w rankingu ogólnopolskim:
| Okres | Ilość pasażerów | Miejsce w Polsce |
| ----- | --------------- | ---------------- |
| 2023  | 0-9             | 2820             |
| 2024  |                 |                  |